# Retake
Retake je americký hraný film z roku 2016, který režíroval Nick Corporon podle vlastního scénáře. Snímek měl světovou premiéru na filmovém festivalu Frameline dne 21. června 2016.

## Děj
Jonathan přilétá ze Seattlu do San Francisca. Zde si najme mladého prostituta a nabídne mu, že spolu pojedou na několikadenní výlet do Grand Canyonu. Jonathan pojmenuje mladíka Brandon a chce po něm, aby se stylizoval do někoho jiného. Cestují autem a přespávají po motelech. Mladík postupně zjišťuje, kdo byl Brandon a proč jedou ke  Grand Canyonu.

## Obsazení
| Tuc Watkins    | Jonathan |
| Devon Graye    | Adam     |
| Derek Phillips | James    |
| Sydelle Noel   | Iris     |
| Kit Williamson | Scotty   |
| Andrew Asper   | Brandon  |
| Jody Jaress    | Debbie   |